# Frances Karttunen
Frances Esther Karttunen (nacida en 1942), también conocida como Frances Ruley Karttunen, es una lingüista, historiadora y autora académica estadounidense. 

## Educación y carrera
Recibió su licenciatura en 1964 en Harvard y su doctorado en 1970 de la Universidad de Indiana Bloomington, con una disertación titulada Problems in Finnish Phonology. La mayor parte de su carrera académica la desarrolló en asociación con la Universidad de Texas en Austin,  donde ocupó puestos de investigadora y profesora durante más de 30 años, hasta su jubilación en el año 2000, como científica investigadora universitaria sénior en el Centro de Investigación Lingüística.
En su carrera lingüística, Karttunen se ha especializado en el estudio de las lenguas mesoamericanas, como el maya, pero en particular el náhuatl, tema sobre el que ha escrito siete libros y numerosos artículos académicos. También ha escrito sobre lenguas en peligro de extinción, la diversidad lingüística y la traducción de lenguas. Al principio de su carrera, Karttunen también realizó varios estudios sobre la fonología y la sintaxis finlandesas, incluyendo su tesis doctoral de 1970.
Como historiadora, Karttunen ha publicado investigaciones en áreas como la literatura histórica mesoamericana, la historia de la época colonial de los aztecas y de los pueblos nahuas, y las organizaciones sociales, las preocupaciones sociopolíticas y las tasas de alfabetización de los pueblos indígenas de México. Karttunen también ha escrito y dado conferencias sobre la historia local de Nantucket.
Su publicación de 1976, Nahuatl in the Middle Years: Language Contact Phenomena in Texts of the Colonial Period, con James Lockhart, es un texto fundacional para la Nueva Filología. A continuación, publicó un artículo sobre la alfabetización nahua, que muestra cómo la tradición mesoamericana de escritura pictórica se transformó posteriormente en escritura alfabética en latín por parte de notarios locales, en una tradición que se perpetúa. Su artículo de 1997, "Rethinking Malinche", sobre La Malinche, conocida en la época colonial como Doña Marina, es una importante perspectiva revisionista sobre las decisiones que la traductora cultural y consorte de Cortés enfrentó y tomó.
También publicó An Analytical Dictionary of Nahuatl y contribuyó en la elaboración del Foundation Course in Nahuatl Grammar, que culminó en la edición de 1994 (con el lingüista R. Joe Campbell).

## Publicaciones Selectas
- Between Worlds: Interpreters, Guides and Survivors. New Brunswick: Rutgers University Press, 1994.
- "From Court Yard to the Seat of Government: The Career of Antonio Valeriano, Nahua Colleague of Bernardino de Sahagún". Amerindia Revue d'Etholonguistique Amérindienne, n. 20, 1995, pp. 113–120.
- "Interpreters Snatched from the Shore: The Successful and The Others". In Edward G. Gray and Norman Fiering (eds.) The Language Encounter in the Americas, 1492-1800. New Work: Berghahn Books, 2000, pp. 215–229.